# 鈴木正信 (旗本)
鈴木 正信（すずき まさのぶ、生年不詳 - 文久3年8月17日（1863年9月29日））は、幕末の旗本。13代目五條代官。小普請鈴木強右衛門の子。通称源内（げんない）。天誅組の変の犠牲者。

## 前歴
知行700石の旗本。
天保14年（1843年）御勘定所附御料所取締扱（栃木・真岡）として嘉永元年（1848年）まで務め、その後支配勘定格、新潟奉行所支配組頭などを経て、万延元年（1860年）から文久2年（1862年）まで、51代目信州中野代官を務めた。
文久2年 (1862年)に五條代官所に赴任する。五條代官は南大和7万石（吉野郡・宇智郡）を支配する役職であった。
儒教に通じ温厚善良な性格で公平無私な人物であり、長寿の老人を表彰する活動をする等から、領民に慕われる人物だった。当時は60歳余りだっという。

## 五條代官所襲撃

### 天誅組の変
正信が赴任した文久2年（1862年）、土佐藩浪士・吉村虎太郎や刈谷藩浪士・松本奎堂らが公家の中山忠光を首領に掲げて孝明天皇の大和行幸を起因とする天誅組の変という一連の武力による討幕行為を起こす。
天誅組は尊王攘夷をなすべく天皇家の忠臣・楠木正成の首塚に参拝して大願成就を祈念し、同志・藤本鉄石との合流、尊王攘夷運動の活発な十津川郷士の引き入れ、拠点獲得のために大和の天領・五條代官所に目をつける。

### 襲撃
翌文久3年（1863年）8月17日午後4時に代官所を襲撃される。代官所には当時14名しかおらず、また乾十郎という五條の医者が吉村側に内応し、代官所内部の構造や戦力を事前に把握していたために簡単に包囲される。更に正信が妻・部下らと酒宴を開いていたこともあり大混乱となった。
天誅組は正信に、降伏と五條の引き渡しを要求したが、正信は断固拒否したため池内蔵太の威嚇発砲、吉村率いる槍隊が裏門から突入し直ぐに制圧された。
正信は斬首、部下の長谷川岱助・伊藤敬吾・黒澤儀助および按摩師の嘉吉も殺害される。後日逃げ切れないと悟り木村祐治郎・高橋勇蔵が自刃している。
天誅組の挙兵を知った三条実美は自重を促すべく平野国臣を使者に送ったが、到着したのは五條代官所陥落の後のことであった。

### その後
天誅組は武器や書物を運び出させると代官所を焼き払い、桜井寺を本陣に定め、門前に「五條御政府」の表札を掲げ、18日、天誅組は正信ら5名を「首洗いの石手水鉢」で洗った後梟首し、捨札に【代官　鈴木源内-長谷川岱助-黒澤儀助-木村祐次郎-恒川庄二郎-此者共近来違勅之幕府之逆意を受ケ専ら有志之者を押附朝廷幕府を同様ニ心得僅三百年之恩儀を申触開闢以来之大恩を忘れしめ然も此ケ為ニ皇国を辱しめ夷狄の助と成候事も不弁且聚斂筋も不少罪科重大依之加誅戮者なり】と書き付けた。
また五條を「天朝直轄地」と称した。
また乾をはじめ、伴林光平、北畠治房、三枝蓊ら五條の志士も集結した。
その後那須信吾ら使者を各地に送り決起を促したが、八月十八日の政変で大和行幸が中止となると、支援が断ち切られ、そして幕府軍の攻撃に敗れ壊滅する。
事件終息後、五條の人々は資金を出し合って、志に殉じた志士と非業の死を遂げた正信ら代官所役人の菩提を弔うために墓所が建立された。鈴木・長谷川・木村・高橋の四基と黒澤・伊藤が合祀された一基の墓石が並ぶが、按摩師の嘉吉の墓は同地にない。なお正信の戒名は、真光院殿実誉相義居士である。
元治元年（1864年）に中村勘兵衛が代官に復帰し、明治維新まで続いた。

## 関連史跡
- 「旧五條代官所跡長屋門」- 奈良県五條市新町、五條市立民俗資料館
- 「天誅組本陣跡碑」- 奈良県五條市須恵、桜井寺境内
- 「石手水鉢」- 奈良県五條市須恵、桜井寺境内、鈴木源内の首を洗った手水鉢
- 「天誅組本陣遺趾」- 天の辻本陣跡、五條市大塔町、天辻維新歴史公園内
- 「極楽寺霊園」五條市本町一丁目